# Емилиос Солому
Емилиос Солому (на гръцки: Αιμίλιος Σολωμού) е кипърски журналист и писател, автор на произведения в жанр драма, исторически роман и детска литература.

## Биография и творчество
Емилиос Солому е роден през 1971 г. в Никозия, Кипър. Израства в селото на родителите си Потами.
Следва история и археология в Атинския университет и журналистика в Кипърския университет. След дипломирането си няколко години работи като журналист в сутрешен ежедневник. След това работи като учител по гръцки език и история в гимназиалния курс в държавно училище.
Прави първите си стъпки като писател с поредица от разкази, които са публикувани в литературни списания в Кипър и Гърция („Άνευ“, „Νέα Εποχή“, „In focus“ и „Μανδραγόρας“) и са включени в антологии на съвременната проза.
Първата му книга „Το Σκιάχτρο“ (Плашилото) е издадена през 2000 г. Следват романите му „Като птичка бързо отлетя“ (2003) и „Брадва в ръката ти“ (2007), който е отличен с Държавната награда за литература на Република Кипър. Първият, издаден от него самостоятелно, представя историята на неговия брат, който е от гръмотевица заедно с първия му братовчед. Вторият е история за параноичен младеж, който унищожава обществени статуи в Атина и смята, че този свят е фалирал, като едновременно вярва, че е открил стари карти и разкази за нов континент под Африка.
През 2012 г. е издаден романа му „Дневник на една изневяра“. Главният герой, професорът по археология от Атинския университет Йоргос Дукарелис, се завръща след двайсет години в Малките Циклади след успешна археологическата експедиция, която го превръща в знаменитост. Обикаляйки отново местата, на които някога е живял, сред спомените и невидимите нишки, които го свързват с три жени от далечното минало, близкото минало и настоящето, той ще трябва да предприеме още една експедиция, но този път до дълбините на собствената си душа и случилото се в миналото. Книгата получава наградата за литература на Европейския съюз за 2013 г.
Романът му „Το μίσος είναι η μισή εκδίκηση“ (Омразата е половин отмъщение) от 2015 г. представя две трагични истории за убийства извършени на 21 април през 1870 г. и през 2013 г. При първата трагедия в Дилеси гръцки разбойници отвличат и убиват четирима високопоставени европейци, което води до тежка криза между Гърция и Великобритания. При втората членове на европейскана тройка са убити в хотел в централната част на Атина, което отново предизвиква вълна на негодувание срещу Гърция, а съобщение, оставено на местопрестъплението, ще го свърже с клането в Дилеси.
Произведенията на писатеря са преведени на английски, български, полски, албански, немски, македонски, сръбски, словенски, турски, унгарски и др. езици.
Освен това той е член на редакционния съвет на литературното списание „Anef“ и е бил член на изпълнителния съвет на Съюза на кипърските писатели.

## Произведения

### Самостоятелни романи
- Ώσπερ στρουθίον, τάχος επέτασας (2003)
Като птичка бързо отлетя, изд. „Пламък“ (2013), прев. Борис Жогов
- Ένα τσεκούρι στα χέρια σου (2007) – държавна награда за литература на Кипър
Брадва в ръката ти, изд. „Панорама“ (2016), прев. Ирена Алексиева
- Hμερολóγιο μιας απιστίας (2012) – награда за литература на ЕС
Дневник на една изневяра, изд.: „ICU“, София (2019), прев. Ирена Алексиева
- Το μίσος είναι η μισή εκδίκηση (2015)

### Детска литература
- Το Σκιάχτρο (2000, 2018) – за деца
- Το ποτάμι (2020) – за деца

### Други на български език
- „Фасът“ в „Кипърска проза (разкази)“, сп.“Пламък“ (2009), прев. Василка Петрова-Хаджипапа